# Фролов, Игорь Александрович (музыкант)
Игорь Александрович Фролов (10 января 1937, Москва, РСФСР, СССР — 30 июля 2013, Москва, Российская Федерация) — советский и российский скрипач, педагог, народный артист России (1997).

## Биография
Родился в семье музыкального педагога, дирижёра в Симфоническом оркестре Радио А. Фролова. Окончил Московскую консерваторию по классу А. И. Ямпольского, в 1965 г. — аспирантуру по классу Д. Ф. Ойстраха.
В 1965—1971 гг. ассистент кафедры скрипки Д. Ф. Ойстраха. С 1998 г. — профессор кафедры скрипки Московской консерватории. С 2007 г. работал на кафедре скрипки под руководством профессора С. И. Кравченко.
С 1964 г. солист Москонцерта.
Являлся художественным руководителем и дирижёром камерного оркестра «Московская камерата», художественным руководителем Московского концертного филармонического объединения. Проводил мастер-классы в России и за рубежом (Швейцария, Италия, Испания, Польша, Турция). В 2004—2005 гг. проводил мастер-классы и был членом жюри различных конкурсов в Бостоне (США). Являлся председателем Международного конкурса скрипичных мастеров им. П. И. Чайковского, постоянным председателем Всероссийского конкурса скрипачей.
Похоронен на Хованском кладбище в Москве.

## Награды и звания
- Орден Дружбы (2007)[2].
- Народный артист России (1997).
- Заслуженный артист РСФСР (1984).
- Являлся лауреатом:

1. Всероссийского конкурса скрипачей (1959).
2. Всесоюзного конкурса музыкантов-исполнителей (1960).
3. Международного конкурса скрипачей им. Дж. Энеску в Бухаресте (1961).
4. Международного конкурса им. М. Лонг — Ж. Тибо в Париже (1967).